# 伊賴區
伊賴區（西班牙語：Distrito de Iray），是秘魯的一個區，位於該國南部阿雷基帕大區的康德蘇約斯省，始建於1917年11月26日，面積247.62平方公里，海拔高度2,400米，2005年人口812，人口密度每平方公里3.3人。